# Újezd u Skaličan
Újezd u Skaličan je malá vesnice, část obce Chobot v okrese Strakonice v Jihočeském kraji. Nachází se asi jeden kilometr jihozápadně od Chobotu. Je zde evidováno 8 adres. V roce 2011 zde trvale žilo devět obyvatel.
Újezd u Skaličan leží v katastrálním území Chobot o výměře 2,33 km².

## Historie
První písemná zmínka o vesnici pochází z roku 1383.

## Obyvatelstvo
| Rok            | 1869 | 1880 | 1890 | 1900 | 1910 | 1921 | 1930 | 1950 | 1961 | 1970 | 1980 | 1991 | 2001 | 2011 | 2021 |
| -------------- | ---- | ---- | ---- | ---- | ---- | ---- | ---- | ---- | ---- | ---- | ---- | ---- | ---- | ---- | ---- |
| Počet obyvatel | 81   | 87   | 59   | 56   | 79   | 76   | 35   | 32   | 19   | 11   | 11   | 9    | 5    | 9    | 8    |
| Počet domů     | 7    | 7    | 7    | 7    | 8    | 7    | 7    | 8    | 8    | 5    | 3    | 5    | 8    | 8    | 8    |

## Obecní správa
Při sčítání lidu v letech 1850–1879 Újezd u Skaličan byl osadou obce Vahlovice v okrese Blatná. V letech 1880–1963 byl osadou obce Skaličany v okrese Blatná. V letech 1964–1990 byl částí obce Uzenice v okrese Strakonice. Od 24. listopadu 1990 je částí obce Chobot v okrese Strakonice.

## Další fotografie

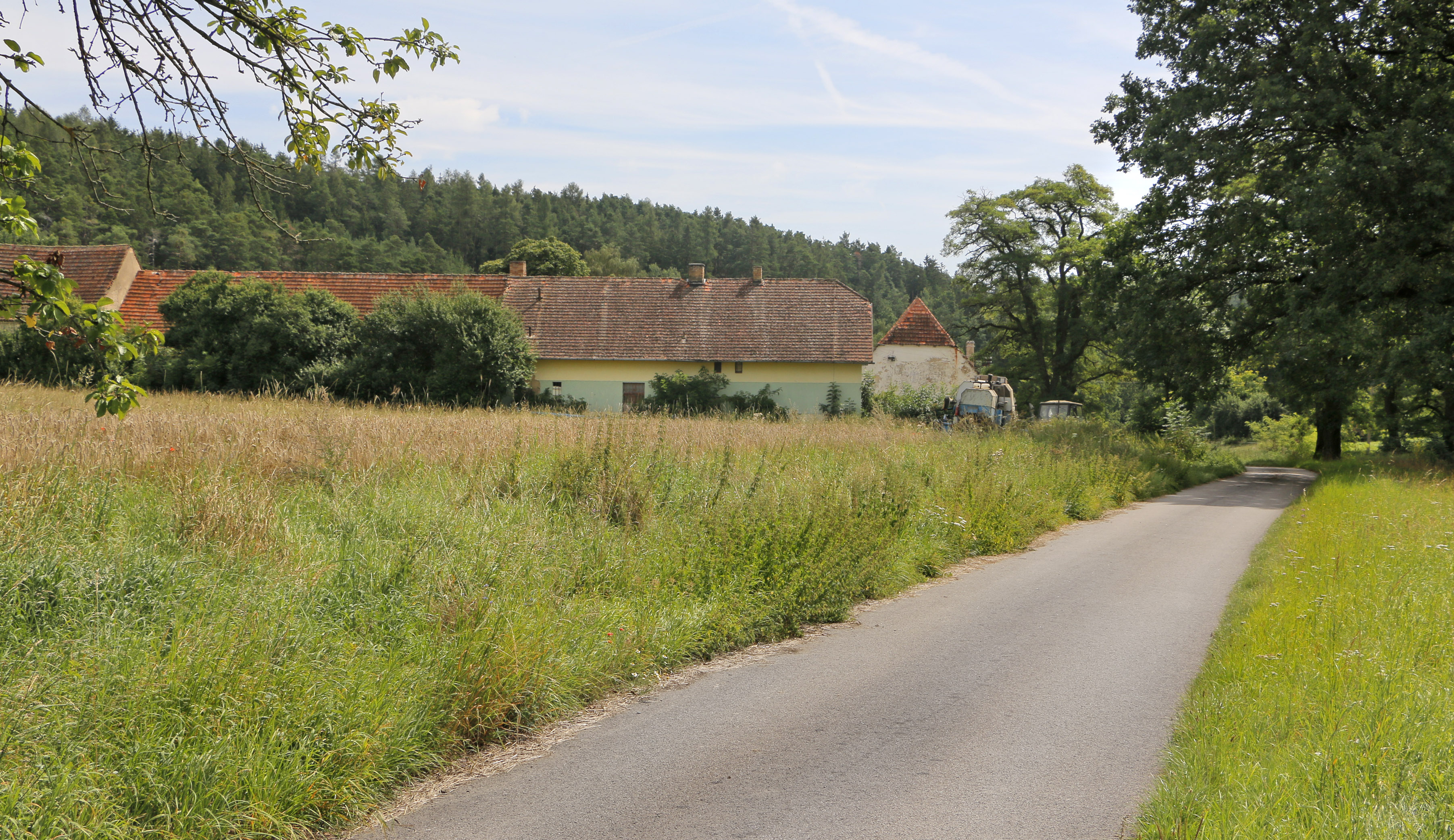
Západní část vesnice
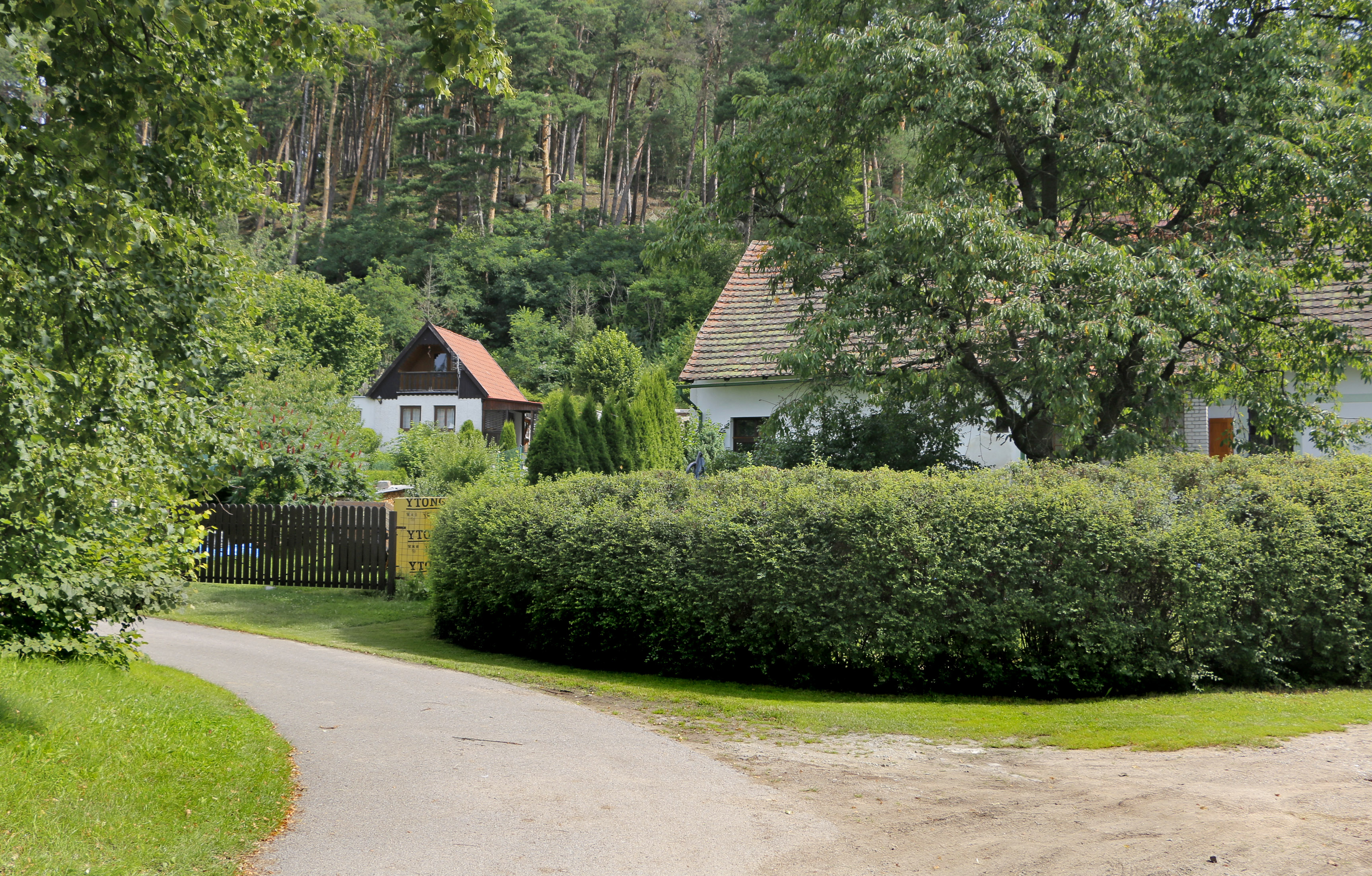
Náves
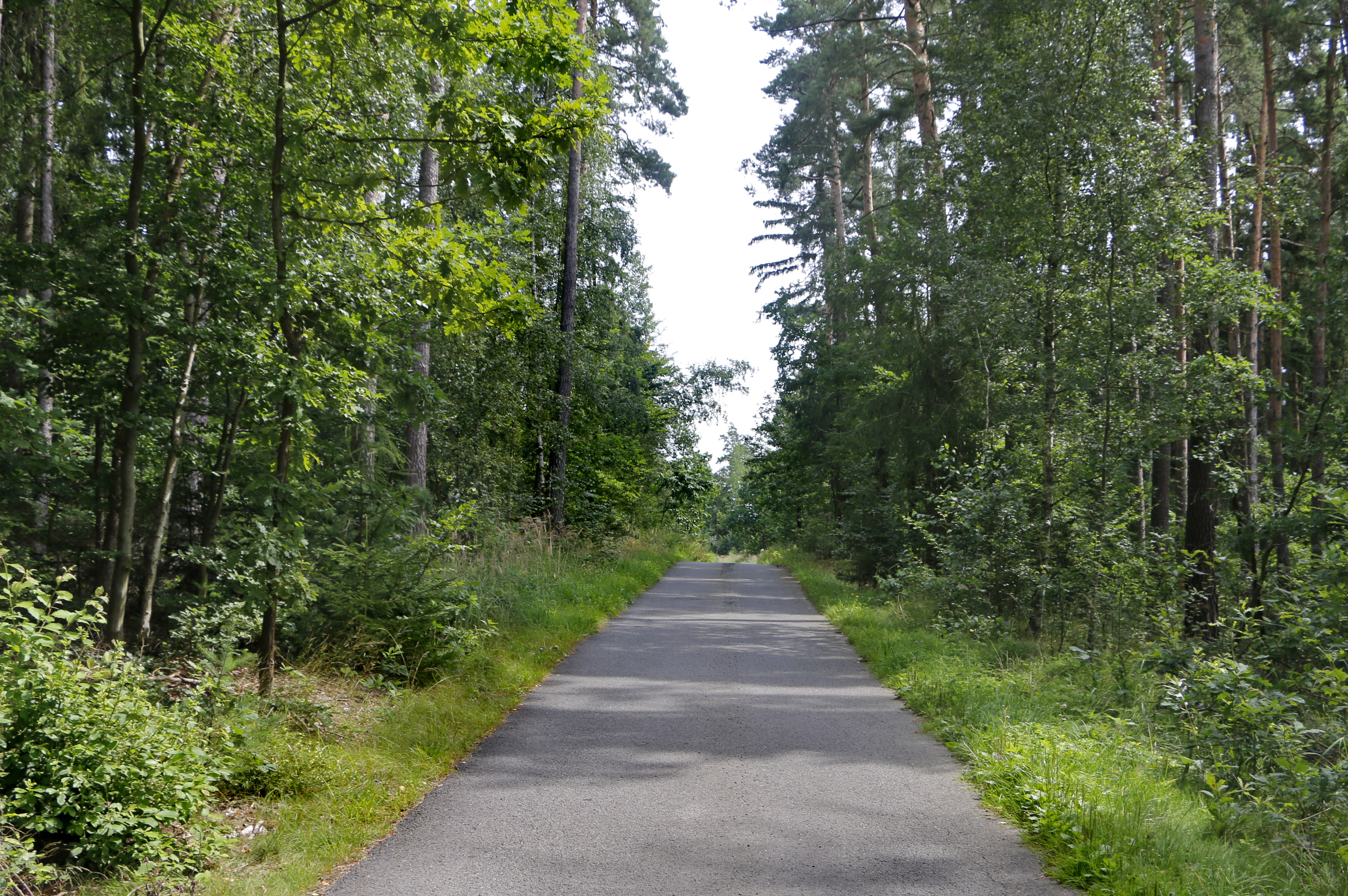
Cesta ke vsi